# Sabine Klepsch
Sabine Klepsch (* 8. Dezember 1969) ist eine deutsche Juristin, Vorsitzende Richterin am Landgericht Düsseldorf und Richterin am Einheitlichen Patentgericht.

## Leben
Sabine Klepsch studierte Chemie und Rechtswissenschaft. Das naturwissenschaftliche Studium schloss sie als Diplom-Chemikerin ab. Nach den juristischen Staatsexamen trat sie 2001 in den Dienst des Landes Nordrhein-Westfalen und war ab 2002 in den Patentstreitkammern des Landgerichts Düsseldorf tätig. Im November 2012 wurde sie zur Vorsitzenden Richterin ernannt und leitet seitdem eine der für Patentstreitsachen zuständige Zivilkammern.
Ihre Auswahl zur Richterin am Einheitlichen Patentgericht und die Zuweisung zur Lokalkammer Hamburg wurden am 19. Oktober 2022 bekannt gegeben. Sie ist ab dem Wirksamwerden des internationalen Übereinkommens zur Schaffung des Einheitlichen Patentgerichts ernannt worden.